# Elesmoides
Elesmoides is een geslacht van vlinders van de familie visstaartjes (Nolidae).

## Soorten
- E. malagasy Viette, 1973
- E. thomae A.E. Prout, 1927